# Enver Ablaev
Enver Ablaev (n. 5 iunie 1977

, Circik) este un schior ucraineano-uzbec din Crimeea tătară, specializat în sărituri.

## Cariera
Originar din Uzbekistan, Enver Ablaev a venit în Ucraina la vârsta de 16 ani, și a început să se antreneze la centrul olimpic Raubichi din Belarus. A acceptat cetățenia ucraineană deoarece considera că Uzbekistanul nu are fondurile necesare pentru a-l ajuta în dezvoltarea sa ca sportiv. Este component al clubului Kolos.
Ablaev a concurat în la Jocurile Olimpice de Iarnă din 2002, 2006 și 2010 pentru Ucraina. În 2002, el a terminat pe poziția a 22-a în calificări la proba de sărituri. În 2006, el s-a clasat pe locul al nouălea în calificări, dar a terminat pe ultimul loc, al doisprezecelea, în finală. În 2010, el s-a clasat pe locul al nouăsprezecelea, ratând finala.
Până în martie 2013, cel mai bun rezultat al său la Campionatele Mondiale este locul patru, obținut în anul 2003.
Ablaev și-a făcut debutul la Cupa Mondială în august 2000. Până în martie 2013, el a câștigat o singură etapă la Cupa Mondială, în sezonul 2004-2005 la Madonna di Campiglio. Cel mai bun loc obținut la general la Cupa Mondială este locul 14, în edițiile din 2002-2003, 2008-2009 și 2010-2011.
Pe 28 februarie 2018 a fost decorat cu Ordinul Național Pentru Merit al Ucrainei, clasa a III-a.